# Outono Fotográfico
Outono fotográfico es un festival de fotografía que, si bien se celebra en Orense principalmente, también extiende su actividad a otras localidades gallegas.

## Ciudades participantes
A medida que se ha ido afianzando, con el tiempo el festival ha incrementado su presencia dentro del territorio gallego. En 2014 las ciudades que presentaron actividades dentro del programa fueron las siguientes:
- Allariz
- Avintes
- Barbadás
- El Barco de Valdeorras
- Boborás
- Braga
- Carballino
- Celanova
- Chantada
- Chaves
- La Coruña
- Ferreira de Pantón
- Ferrol
- Lugo
- Maceda
- Maside
- Monforte de Lemos
- El Grove
- Oleiros
- Orense
- Piñor
- Puentedeume
- Pontevedra
- Oporto
- Ribadavia
- Santiago de Compostela
- Tuy (Pontevedra)
- Verín
- Vigo
- Villagarcía de Arosa
- Ginzo de Limia